# Hold on Baby
Hold on Baby — второй студийный альбом американской инди-поп-исполнительницы King Princess. Он был выпущен на лейбле Zelig Records 29 июля 2019 года. Продюсерами альбома выступили Марк Ронсон, Итан Груска, Аарон Десснер, Брайс Десснер и Тобиас Джессо-младший. Hold On Baby предваряли четыре сингла, включая «Little Bother» (с гостевым вокалом Fousheé). Пятый сингл, «Let Us Die» (ударные в исполнении Тейлора Хокинса из Foo Fighters), был выпущен вместе с альбомом. Альбом получил в целом положительные отзывы от музыкальных критиков, которые высоко оценили его продюсирование и инструментальную составляющую.

## Предыстория
В 2019 году King Princess выпустила свой дебютный студийный альбом Cheap Queen. В 2020 году она выпустила синглы «Only Time Makes It Human» и «Pain». Песня «House Burn Down» была выпущена в 2021 году.
В 2022 году King Princess начала выпускать синглы в рамках продвижения альбома Hold On Baby. 14 января она выпустила песню «Little Bother» с гостевым вокалом Fousheé. 18 марта она выпустила сингл «For My Friends». Вместе с релизом она объявила о туре Hold on Baby, который начнётся в сентябре.

## Запись
В создании Hold On Baby приняли участие Марк Ронсон, Итан Груска, Аарон Десснер, Брайс Десснер и Тобиас Джессо-младший. 8 января 2022 года King Princess сообщила, что её альбом находится на стадии микширования. Участник Foo Fighters Тейлор Хокинс, который умер в марте 2022 года, появился на ударных в заключительном треке «Let Us Die».

## Композиция
Открывающий альбом трек «I Hate Myself, I Want to Party» описывает депрессию в мрачной манере и включает в себя зловещее звучание. Трек усиливается ближе к концу, когда гитары громко играют рядом с вокалом певицы. «Change the Locks» также включает в себя гитару, в то время как «Crowbar» использует тяжёлые ударные, и находит King Princess сравнивающую её разрушающиеся отношения с титульным объектом. Последний номер исполняется под лёгкое фортепиано и барабаны.
«Winter is Hopeful» — чувствительный трек, в котором используется ритм R&B. «Dotted Lines» — энергичный, вдохновлённый клубной музыкой трек о недооценённости женщины в музыкальной индустрии. «Sex Shop» содержит искажённые звуки и наполнен поп-мелодиями.

## Отзывы
| Совокупная оценка    | Совокупная оценка |
| Источник             | Оценка            |
| -------------------- | ----------------- |
| Metacritic           | 78/100            |
| Оценки критиков      |                   |
| Источник             | Оценка            |
| Clash                | 8/10              |
| DIY                  | [ 21 ]            |
| The Irish Times      | [ 22 ]            |
| The Line of Best Fit | 8/10              |
| musicOMH             | [ 2 ]             |
| NME                  | [ 24 ]            |
| Our Culture          | [ 25 ]            |
| Pitchfork            | 7.7/10            |
| Rolling Stone        | [ 16 ]            |
| Slant Magazine       | [ 4 ]             |

Альбом Hold on Baby получил положительные отзывы критиков. На сайте Metacritic, который присваивает средневзвешенную оценку из 100 баллов рецензиям мейнстримных изданий, этот релиз получил средний балл 78, основанный на нескольких рецензиях, что свидетельствует о «в целом благоприятных отзывах».
Корделия Лэм из DIY  назвала альбом «самым разнообразным, „хаотичным“ звучанием артиста на сегодняшний день». Тони Клейтон-Леа из The Irish Times назвал Hold On Baby «потенциальным альбомом года», выделив заключительный трек «Let Us Die» как «пульсирующую, турбо-заряженную рага-подобную мелодию», которая может войти в число лучших песен года. Рецензент The Line of Best Fit Имс Тейлор похвалил инструментальные композиции альбома и отметил, что уровень уверенности певицы вырос с этой записью.
Эль Хант из NME был менее позитивен, сказав, что «лучшие моменты Hold On Baby раскрывают сырое чувство самоанализа»; рецензент раскритиковал слаженность и темп записи. Чарльз Лайонс-Берт, написавший рецензию для Slant Magazine, раскритиковал мелодии альбома, заметив, что «они никогда не оживают так убедительно, как должны». Шаад Д’Суза из Pitchfork положительно отозвался о Hold On Baby, но ему не понравился четвёртый трек, «Little Bother», сказав, что песня «слишком похожа на […] другие песни эмо-возрождения». Мартин Янг в своей рецензии на альбом для MusicOMH отметил, что пластинка убедительно доказывает талант исполнителя. Рецензент высказал сомнения по поводу сдержанного характера Hold On Baby, сказав, что из-за этого некоторые части альбома «немного разочаровывают».

### Итоговые годовые списки
| Публикация    | Список                      | Ранг | Ссылка |
| ------------- | --------------------------- | ---- | ------ |
| Rolling Stone | The 100 Best Albums of 2022 | 7    | [ 27 ] |

## Список композиций
| №                   | Название                         | Автор(ы)                                           | Продюсеры                                              | Длительность |
| ------------------- | -------------------------------- | -------------------------------------------------- | ------------------------------------------------------ | ------------ |
| 1.                  | «I Hate Myself, I Want to Party» | Mikaela Straus Аарон Десснер                       | King Princess Десснер                                  | 3:54         |
| 2.                  | «Cursed»                         | Straus Dave Hamelin                                | King Princess Hamelin                                  | 3:20         |
| 3.                  | «Winter Is Hopeful»              | Straus Ethan Gruska                                | King Princess Gruska                                   | 3:01         |
| 4.                  | «Little Bother» (с Fousheé)      | Straus Britanny Faoushee Zachary Fogarty           | King Princess Fogarty                                  | 2:41         |
| 5.                  | «For My Friends»                 | Straus Эми Аллен Gruska Hamelin                    | King Princess Gruska Hamelin [c]                       | 3:35         |
| 6.                  | «Crowbar»                        | Straus Десснер                                     | King Princess Десснер                                  | 3:47         |
| 7.                  | «Hold on Baby Interlude»         | Straus                                             | King Princess Veronika Jane Wyman Mike Malchichoff [m] | 1:45         |
| 8.                  | «Too Bad»                        | Straus Allen Gruska                                | King Princess Gruska Hamelin [c]                       | 2:53         |
| 9.                  | «Change the Locks»               | Straus Десснер                                     | King Princess Десснер Hamelin [m]                      | 4:29         |
| 10.                 | «Dotted Lines»                   | Straus Allen Gruska Tobias Jesso Jr. Shawn Everett | King Princess Everett Jesso Hamelin [c]                | 3:42         |
| 11.                 | «Sex Shop»                       | Straus Gruska                                      | King Princess Gruska                                   | 3:34         |
| 12.                 | «Let Us Die»                     | Straus Gruska Марк Ронсон                          | King Princess Gruska Ronson                            | 3:53         |
| Общая длительность: | Общая длительность:              | Общая длительность:                                | Общая длительность:                                    | 40:34        |

Notes
- ↑  сопродюсер
- ↑  дополнительный продюсер